# Chiplun
Chiplun es una ciudad y  municipio situada en el distrito de Ratnagiri en el estado de Maharashtra (India). Su población es de 55139 habitantes (2011). Se encuentra a orillas del río Vashishti, a 130 km de Pune.

## Demografía
Según el censo de 2011 la población de Chiplun era de 55139 habitantes, de los cuales 27355 eran hombres y 27784 eran mujeres. Chiplun tiene una tasa media de alfabetización del 93,92%, superior a la media estatal del 82,34%: la alfabetización masculina es del 96,50%, y la alfabetización femenina del 91,42%.